# جوني بالمر
جوني بالمر (بالإنجليزية: Johnny Palmer)‏ هو لاعب غولف أمريكي، ولد في 3 يوليو 1918، وتوفي في 14 سبتمبر 2006 في ألبيمارل في الولايات المتحدة.